# پادشاهی زو
«پادشاهی زَوْ» نهمین داستانِ پادشاهان و نهمین و آخرین پادشاهی پیشدادی در شاهنامهٔ فردوسی است که دورانِ پنج‌سالهٔ پادشاهیِ زو و دوران نُه‌سالهٔ پادشاهی کرشاسپ‌زو را داستان می‌کند.
زو یا زوتهماسپ، در شاهنامه فردوسی پسر تهماسب است. پس از آن که افراسیاب، نوذر را کشت؛ زو به شاهی رسید. زو پنج سال پادشاهی کرد و به یاری طوس، گستهم و رزمان با افراسیاب جنگید و پس از خشکسالی در ایران و توران، افراسیاب و زو صلح را پذیرفتند. زو در ۸۶ سالگی درگذشت. پادشاهی زو در دورانی بود که ایران به سبب فقدان اتحاد و همبستگی دچار ضعف شدید و در فقدان پادشاه قانونی، هر قوم و قبیله در این‌سو و آن‌سوی کشور ادعای پادشاهی می‌نمود مضاف بر این بروز قحطی نیز بر مشکلات عدیده افزوده شد.
پس از مرگ زو سپاه توران باز قصد ایران می‌کند، و ایران کیقباد را به شاهی برمی‌گزینند و رستم را می‌فرستند تا بیاوردش.